# Иванов, Дмитрий Владимирович (футболист)
Дмитрий Владимирович Иванов (бел. Дзмітрый Уладзіміравіч Іваноў; род. 21 февраля 1997, Витебск) — белорусский футболист, выступавший на позиции нападающего.

## Биография
Воспитанник витебской ДЮСШ «Комсомолец», первый тренер — Виктор Иванович Равков. С 2013 года выступал за второй состав ФК «Витебск», два сезона провёл во второй лиге (12 матчей, 3 гола), а сезон 2015 года — в первенстве дублёров высшей лиги. Дебютный матч за основную команду «Витебска» сыграл 18 июля 2015 года в Кубке Белоруссии против пинской «Волны». 8 августа 2015 года единственный раз появился на поле в футболке клуба в высшей лиге, в матче против «Белшины», заменив на 90-й минуте Артёма Соловья.
В начале 2016 года перешёл в минское «Торпедо», игравшее в первой лиге. В первом сезоне провёл 11 матчей, преимущественно выходя на замены. В 2017 году на правах аренды выступал за другие клубы первой лиги — «Орша» и «Энергетик-БГУ» (Минск), в 2018 году — снова за «Оршу». В составе «Энергетика» в 2017 году был включён в заявку на матч против «Торпедо», хотя это противоречило условиям арендного соглашения, в результате «Энергетику» было засчитано техническое поражение.
В 2019 году подписал постоянный контракт с «Оршей» и стал основным форвардом клуба. За сезон забил 17 голов и занял второе место среди бомбардиров первой лиги, уступив Александру Юшину (26).
В 2020 году перешёл в «Неман» (Гродно) из высшей лиги, подписав трёхлетний контракт. В дебютном сезоне сыграл 9 матчей в чемпионате и 3 — в Кубке страны, во всех выходил на замену. В июне 2021 года по соглашению сторон контракт был расторгнут.
В сентябре 2020 года в числе 93 футболистов подписал обращение за проведение новых выборов президента страны и против применения силовых методов к протестующим на фоне политического кризиса в Белоруссии.